# Rue Gustave-et-Martial-Caillebotte
La rue Gustave-et-Martial-Caillebotte est une rue du 20e arrondissement de Paris, en France.

## Situation et accès
La rue  Gustave-et-Martial-Caillebotte est située dans le 20e arrondissement de Paris. Elle débute rue Paul-Meurice et se termine rue des Frères-Flavien. Elle est parallèle à la rue Bessie-Coleman.
Elle est desservie à proximité par les lignes 3 bis et 11 à la station Porte des Lilas.

## Origine du nom

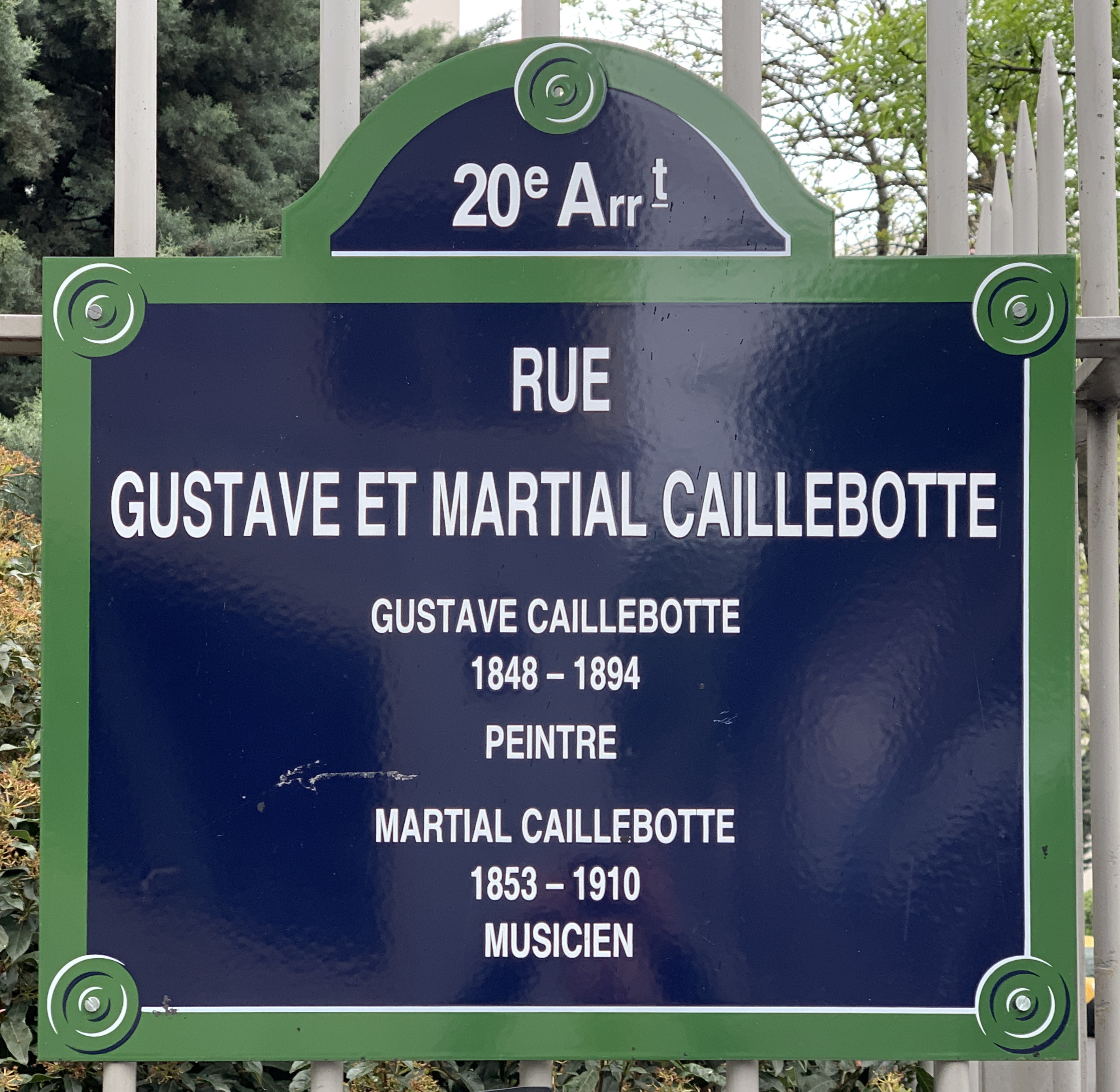
Plaque de la rue.

Elle porte le nom des frères Caillebotte, le peintre Gustave Caillebotte (1848-1894) et le musicien Martial Caillebotte (1853-1910).

## Historique
Cette voie a été dénommée en 2013 par délibération du Conseil du 20e arrondissement et du Conseil de Paris.